# Niklas Sobieski

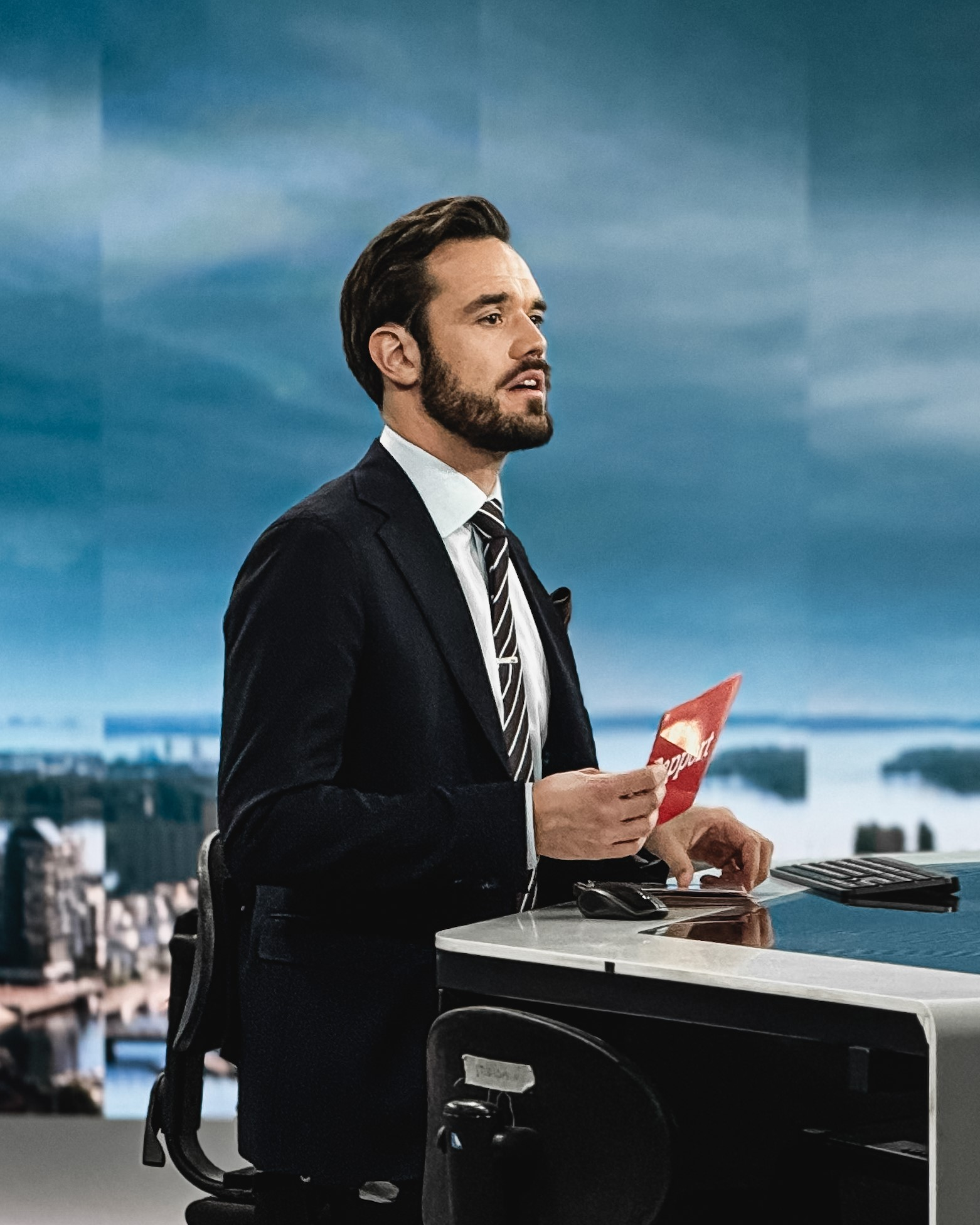
Programledare Niklas Sobieski under sändning av nyhetsprogrammet Rapport, 18 januari 2025.

Niklas Sobieski, född 8 juli 1990 i Dalby i Lunds kommun, är en svensk programledare och journalist som presenterar nyhetsprogrammet Rapport, samt SVT Nyheter Skåne, Helsingborg och Blekinge.
Sobieski har en mångårig karriär inom radio och TV, och har tidigare varit programledare och reporter på Sveriges Radio och den amerikanska radiostationen K-BVR i Corvallis, Oregon.